# قسموس زاحف
قسموس زاحف (الاسم العلمي:Cosmos reptans) هو نوع من النباتات يتبع جنس القسموس من الفصيلة النجمية.